# Јелена Јовановић (етномузиколог)
Јелена Јовановић (Београд, 27. септембра 1964) је српска етномузиколошкиња и академкиња. Дописни члан Одељења ликовне и музичке уметности постаје 8. новембра 2018.

## Образовање
Јелена Јовановић је 1983. године завршила средњу музичку школу „Мокрањац“ (теоријски и клавирски одсек). На Одсеку за етномузикологију на Факултету музичке уметности у Београду дипломирала је 1991. (ментор: проф. др Драгослав Девић), магистрирала 2001. године и докторирала 2010. (ментор: проф. др Димитрије Големовић). Од 1992. је стално запослена у Музиколошком институту САНУ, а од 2016. у звању вишег научног сарадника.

## Поља научног рада
Главна поља њеног научног рада јесу: елементи сеоске вокалне и инструменталне традиције Шумадије и централне Србије у контексту географског распрострањења српских музичких дијалеката, слојеви вокалне традиције Срба у Румунији у културно-историјском контексту, питања извођаштва и рецепције сеоске вокалне традиције у урбаним срединама, питања апликативне етномузикологије и питања из области извођаштва у домену традиционалне музике.
Своја истраживања српске вокалне традиције заснива првенствено на сопственим теренским истраживањима и на постојећим записима старијих колега. Теренски рад који је обављала у централној Србији и румунском Банату извршио је највећи утицај на њена полазишта у научном и практичном приступу традиционалној сеоској и градској песми.

## Чланство у стручним удружењима
Српско етномузиколошко друштво;
Члан је Међународног савета за традиционалну музику (ICTM).

## Међународни рад
Учествовала је на бројним међународним и националним симпозијумима, семинарима и округлим столовима у земљи и иностранству (Грчка, Уједињено Краљевство, Шведска, Мађарска, Словенија, Руска Федерација, Грузија, Пољска, Украјина, Естонија). Објавила је радове на српском, енглеском, руском, грузијском, украјинском, мађарском и пољском језику. У земљи и иностранству држала је предавања о различитим аспектима српске вокалне праксе, учествовала на представљањима штампаних и звучних издања и рецензирала више домаћих и међународних штампаних и звучних етномузиколошких публикација. Члан је струковних удружења: Српског етномузиколошког друштва (од оснивања, 2002) и Међународног савета за традиционалну музику (ICTM, од 2008).
У међународним оквирима, сарађује са Фондацијом Muzykakresow (Лублин, Пољска, почев од 2006), као предавач и инструктор за српско традиционално певање у оквиру Међународне летње школе за традиционалну музику. Као солисткиња изводи песме са простора Србије, Македоније, Грчке и Турске, у сарадњи са свирачима на традиционалним инструментима из Београда (Ненад Вјештица Кан, ут) и Скопља (Ристо Солунчев, гајде и кавал; Дејан Спасовић, кемене).

## Објављени радови
Објавила је до сада четири монографије националног и међународног значаја:
- Старинске свадбене песме и обичаји у Горњој Јасеници – сватовски глас и његови облици (МИ САНУ, 2002)
- `Еј, Рудниче, ти планино стара – Певање и свирање групе „Црнућанка“ (са ЦД-ом, коаутор др Радмила Петровић, МИ САНУ, Културни центар Горњи Милановац и Вукова задужбина, 2003)
- Вокална традиција Јасенице у светлости етногенетских процеса (МИ САНУ, 2014)
- Певачко наслеђе Срба у Горњем Банату у Румунији: сведочанства на истеку ХХ века (МИ САНУ и Савез Срба у Румунији, 2015).

Уредила је два зборника радова и једно аудио издање:
- Балканске музичке праксе – етномузиколошке перспективе (уз академика Дејана Деспића и др Данку Лајић Михајловић, МИ САНУ 2012)
- Бела Барток и српска музика (уз др Катарину Томашевић и Пере Ластића, СИ, МИ САНУ 2016)
- Владимир Љ. Јовановић, Bellscapes, електроакустичке композиције (Vertical Jazz, Sokoj, 2018).

Приредила је неколико онографских издања:
- Сава Илић, Народне мелодије Срба, Шокаца и Карашеваца у Румунији (МИ САНУ и Матица српска, 2006),
- ЦД Шта се чује кроз гору зелену? – певачка и свирачка традиција Горње Јасенице (МИ САНУ, 2007),
- Зборник црквених напева у неумској нотацији Антологија или Цветословље, аутора Владимира Љ. Јовановића, композитора и учитеља византијског појања (1956–2016; Ризница+, 2017).

Објавила је већи број изворних научних студија, чланака и критика (преко 100 текстова) у домаћим и страним националним и међународним тематским зборницима радова и у часописима (од домаћих: Музикологија, Музички талас, Зборник Матице српске за сценске уметности и музику, Pro musica). Аутор је стручних прилога: лексикографских одредница, пропратних текстова за аудио касете и компакт-дискове. У периоду 2014 – 2016. главни је и одговорни уредник међународног научног часописа Музикологија.
Један је од руководилаца пројеката дигитализације архивске папирне грађе Музиколошког института (2011, 2012, 2016) и два билатерална међународна пројекта САНУ: МИ САНУ и Института за етнографију и фолклор „Константин Браилоју“ у Букурешту, Румунија, као и пројекта МИ САНУ и Музиколошког института Мађарске академије наука (2016–2018). Један је од водећих ауторитета у Србији кад је реч о практичном приступу српском и балканском вокалном наслеђу: активно се бави извођењем (певањем) традиционалних песама народа Балкана. Један је од оснивача и руководилаца женске певачке групе „Моба“ (од 1993). Њено искуство у извођењу традиционалних песама и педагошком раду у овом домену дало је резултат у виду неколико аудио издања певачке групе „Моба“ (1994, 1997, 2001, 2010), као и ЦД-а Са Опленца кликну вила Женске певачка група КУД „Опленац“, Топола (2006). Учествовала је у приређивању компакт диска Оћу да ви појем врањанско! (Вед, Врање, 2007). Кроз радионице за српско традиционално певање у Тополи, Шумадија (2002–2015) и у Бољевцу, Црноречје (од 2016) активно ради на оживљавању традиционалног сеоског певања ова два региона, са ослањањем на теренске аудио снимке и на лично стручно и практично извођачко искуство, стечено у групи „Моба“, што је препорука за успешно репродуковање и реинтерпретирање архаичних, делимично заборављених напева.
За свој научни допринос, 2003. године је награђена од стране Министарства за науку.